# Walter Scheel
Walter Scheel (Höhscheid, ma Solingen, 1919. július 8. – Bad Krozingen, 2016. augusztus 24.) liberális német politikus, 1974 és 1979 között Nyugat-Németország elnöke. Államfői tisztségét megelőzően 1961 és 1966 között Konrad Adenauer kormányában gazdasági miniszter, 1969 és 1974 között Willy Brandt kormányában külügyminiszter és alkancellár, 1974 májusában 10 napig kancellár volt.

## Ifjúkora
Az érettségi után banktisztviselő lett. A második világháborúban a légierőnél szolgált a francia és az orosz fronton. Főhadnagyi rangban és az I. és II. osztályú Vaskereszttel szerelt le. A háború után apósa acélgyárában dolgozott, majd 1953-tól önállósította magát. Gazdasági tanácsadóként működött Düsseldorfban. 1958-ban az Interfinanz GmbH igazgatója, amelyben neki is volt részesedése.

## Politikai pályafutása

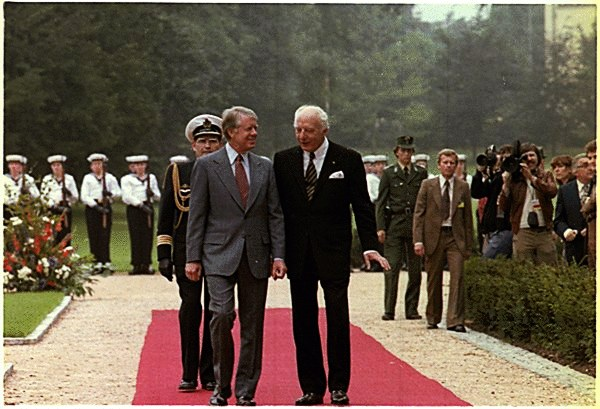
Jimmy Carter és Scheel (Bonn, 1978. július 14.)

1946-ban a Német Szabaddemokrata Párt (FDP) tagja lett. A háború után liberális szervezetek alakultak tartományi szinten a négy megszállási zónában, és ezeket olvasztotta magába 1948-ban az FDP.
1948-ban Solingen városi tanácsában, 1950-től 1953-ig Észak-Rajna-Vesztfália tartományi gyűlésében, 1974-ig a Bundestagban volt képviselő. Két éven át a Bundestag elnökhelyettese is volt. 1956-ban a párt ifjú reformerei közé tartozott, akik a tartományban felfüggesztették az együttműködést a Kereszténydemokrata Unióval, és Németország Szociáldemokrata Pártjával alakítottak új tartományi kormányt.
1955-től 1957-ig az Európai Szén- és Acélközösség közgyűlésének, 1958 és 1961 között az Európai Parlament tagja volt.
1961 novemberében Konrad Adenauer negyedik kormányában a gazdasági együttműködés minisztere. Egy évvel később valamennyi FDP miniszterrel együtt lemondott a Spiegel-ügy miatt. De miután Franz Josef Strauss honvédelmi miniszter elhagyta a kormányt, 1962 decemberében újra átvette a miniszteri tárcát, amelyet Ludwig Erhard két kormányában is megtartott. 1966. november 30-án a költségvetés körüli vita miatt valamennyi FDP miniszter lemondott. 1969-ben a FDP elnökévé választották.
1969. október 22-én Willy Brandt szociálliberális koalíciós (SPD-FDP) kormányában külügyminiszter és kancellárhelyettes. Hozzá tartozott a vitatott keleti politika (Ostpolitik), és a német–német alapszerződés is. 1969. november 28-án Nyugat-Németország csatlakozott a nemzetközi atomcsendegyezményhez. 1970-ben Brandt és Scheel aláírták a moszkvai szerződést, amelyet a Budestag csak 1972-ben ratifikált. Scheel volt az első német külügyminiszter, aki 1971 júliusában hivatalos látogatást tett Izraelben.
1974. július 1-jétől 1979. június 30-ig tartott köztársasági elnöki mandátuma. A belpolitikai egyensúly fenntartására törekedett, a fiatalokat társadalmi elkötelezettségre buzdította, de arra is figyelmeztetett, hogy vonják le a tanulságot az idősebb korosztály által elkövetett hibákból. 1978 őszén kiderült, hogy Karl Carstens tagja volt az NSDAP-nak. Scheel azonnal reagált, és beismerte, hogy a fronton kapott értesítést párttagságáról, bár soha nem kérte a felvételét. Hans-Dietrich Genscher és Willy Brandt kiálltak Scheel mellett, nem kellett lemondania.
Az FDP tiszteletbeli elnöke maradt haláláig.

## Magánélete
Első felesége, Eva Charlotte rákban hunyt el. 1969-ben házasodott össze Dr. Mildred Wirtz röntgen szakorvossal, a Német ráksegély alapítójával, aki 1985-ben szintén rákban halt meg. Harmadik felesége Barbara Wiese.

## Írásai
- Formeln deutscher Politik
- Warum Mitbestimmung – und wie?
- Die Freiburger Thesen der Liberalen (társszerzők: Karl-Hermann Flach és Werner Maihofer)
- Vom Recht des Anderen – Gedanken zur Freiheit
- Die Zukunft der Freiheit – Vom Denken und Handeln in unserer Demokratie
- Wen schmerzt noch Deutschlands Teilung? 2 Reden zum 17. Juni Otto Graf Lambsdorff-fal együtt
- Freiheit in Verantwortung, Deutscher Liberalismus seit 1945
- Erinnerungen und Einsichten (társszerző: Jürgen Engert)
- Gemeinsam sind wir stärker – Zwölf erfreuliche Geschichten über Jung und Alt (társszerző: Tobias Thalhammer)